# Atletica leggera ai Giochi della VIII Olimpiade - Staffetta 4×100 metri
La competizione della staffetta 4×100 metri di atletica leggera ai Giochi della VIII Olimpiade si tenne nei giorni 12 e 13 luglio 1924 allo Stadio di Colombes a Parigi.

## L'eccellenza mondiale
| Record mondiale e olimpico: Anversa 1920 | 42”2 | Stati Uniti | Presenti |
| Record europeo: Stoccolma 1912           | 42”3 | Germania    | Assente  |

## La gara
Il 9 luglio, durante gli ultimi metri della finale dei 200 metri Charles Paddock si è infortunato ricadendo male dopo la sua "chiusura" in salto. Perciò deve rinunciare a disputare la staffetta 4x100.

Il primato mondiale è 42"2. In batteria lo battono Gran Bretagna e Paesi Bassi (42"0). Gli Stati Uniti lo demoliscono (41"2), pur allestendo una squadra composta dalle seconde linee (manca anche Scholz, fresco vincitore dei 200 metri).

In semifinale lo migliorano ancora: 41"0. Riescono a ripetere lo stesso tempo in finale. 
La IAAF omologherà come record del mondo soltanto il tempo della finale.

La Gran Bretagna, seconda in finale con 41"2, ha fatto meglio del primato ottenuto in semifinale (42"0), ma siccome in ogni gara è ufficializzato solo il tempo del vincitore, il 41"2 non entra nel libro dei record.

## Risultati

### Batterie
Si disputarono il 12 luglio 1924 in 6 batterie. Si qualificavano le prime due squadre.
| Pos. | Nazione       | Atleti                                                                             | Tempo |
| ---- | ------------- | ---------------------------------------------------------------------------------- | ----- |
| 1    | Gran Bretagna | Harold Abrahams Walter Rangeley Lance Royle Wilfred Nichol                         | 42"0  |
| 2    | Grecia        | Argyris Karagiannis Konstantinos Pantelidis Alexandros Papafingos Ioannis Talianos | 46"1  |
| -    | Austria       | -                                                                                  | NP    |
| -    | Belgio        | -                                                                                  | NP    |

| Pos. | Nazione        | Atleti                                                              | Tempo |
| ---- | -------------- | ------------------------------------------------------------------- | ----- |
| 1    | Sudafrica      | Toby Betts George Dunston Howard Kinsman Christiaan Steyn           | 42"8  |
| 2    | Canada         | Laurence Armstrong Cyril Coaffee George Hester Anthony Vince        | 43"0  |
| 3    | Spagna         | Diego Ordóñez José-María Larrabeiti Félix Mendizábal Juan Junqueras | n/d   |
| -    | Cecoslovacchia | -                                                                   | NP    |

| Pos. | Nazione          | Atleti                                                      | Tempo |
| ---- | ---------------- | ----------------------------------------------------------- | ----- |
| 1    | Paesi Bassi      | Jaap Boot Harry Broos Jan de Vries Rinus van den Berge      | 42"0  |
| 2    | Ungheria         | Ferenc Gerő Lajos Kurunczy László Muskát Gusztáv Rózsahegyi | 42"6  |
| 3    | Finlandia        | Väinö Eskola Reijo Halme Lauri Härö Anton Husgafvel         | n/d   |
| -    | India Britannica | -                                                           | NP    |

| Pos. | Nazione   | Atleti                                                             | Tempo |
| ---- | --------- | ------------------------------------------------------------------ | ----- |
| 1    | Svizzera  | Karl Borner Heinz Hemmi Josef Imbach Victor Moriaud                | 42"2  |
| 2    | Italia    | Ernesto Bonacina Giovanni Frangipane Pietro Pastorino Enrico Torre | 42"8  |
| 3    | Argentina | Otto Diesch Félix Escobar Guillermo Newberry Camilo Rivas          | n/d   |
| -    | Turchia   | -                                                                  | NP    |

| Pos. | Nazione   | Atleti                                                | Tempo |
| ---- | --------- | ----------------------------------------------------- | ----- |
| 1    | Svezia    | Kurt Branting Nils Engdahl Thor Österdahl Curt Wiberg | 43"8  |
| 2    | Danimarca | Kai Jensen Poul Schiang Henri Thorsen Mogens Truelsen | 44"0  |
| -    | Polonia   | -                                                     | NP    |
| -    | Messico   | -                                                     | NP    |

| Pos. | Nazione     | Atleti                                                   | Tempo |
| ---- | ----------- | -------------------------------------------------------- | ----- |
| 1    | Stati Uniti | Frank Hussey Pinky Clarke Loren Murchison Al LeConey     | 41"2  |
| 2    | Francia     | Maurice Degrelle Albert Heisé André Mourlon René Mourlon | 44"5  |
| -    | Lettonia    | -                                                        | NP    |

### Semifinali
Si disputarono il 13 luglio 1924, 3 serie si qualificavano le prime due squadre
| Pos. | Nazione     | Atleti                                                                             | Tempo |
| ---- | ----------- | ---------------------------------------------------------------------------------- | ----- |
| 1    | Stati Uniti | Frank Hussey Pinky Clarke Loren Murchison Al LeConey                               | 41"0  |
| 2    | Svizzera    | Karl Borner Heinz Hemmi Josef Imbach Victor Moriaud                                | 42"2  |
| 3    | Canada      | Laurence Armstrong Cyril Coaffee George Hester Anthony Vince                       | n/d   |
| 4    | Grecia      | Argyris Karagiannis Konstantinos Pantelidis Alexandros Papafingos Ioannis Talianos | n/d   |

| Pos. | Nazione       | Atleti                                                             | Tempo |
| ---- | ------------- | ------------------------------------------------------------------ | ----- |
| 1    | Gran Bretagna | Harold Abrahams Walter Rangeley Lance Royle Wilfred Nichol         | 41"8  |
| 2    | Ungheria      | Ferenc Gerő Lajos Kurunczy László Muskát Gusztáv Rózsahegyi        | 42"4  |
| 3    | Italia        | Ernesto Bonacina Giovanni Frangipane Pietro Pastorino Enrico Torre | n/d   |
| 4    | Danimarca     | Kai Jensen Poul Schiang Henri Thorsen Mogens Truelsen              | n/d   |

| Pos. | Nazione     | Atleti                                                    | Tempo |
| ---- | ----------- | --------------------------------------------------------- | ----- |
| 1    | Paesi Bassi | Jaap Boot Harry Broos Jan de Vries Rinus van den Berge    | 42"2  |
| 2    | Francia     | Maurice Degrelle Albert Heisé André Mourlon René Mourlon  | 42"5  |
| 3    | Svezia      | Kurt Branting Nils Engdahl Thor Österdahl Curt Wiberg     | n/d   |
| 4    | Sudafrica   | Toby Betts George Dunston Howard Kinsman Christiaan Steyn | n/d   |

### Finale
È ufficializzato solo il tempo del primo classificato.
| Pos.    | Nazione       | Atleti                                                      | Tempo ufficiale | Tempo ufficioso |
| ------- | ------------- | ----------------------------------------------------------- | --------------- | --------------- |
| Oro     | Stati Uniti   | Frank Hussey Pinky Clarke Loren Murchison Al LeConey        | 41"0 =          |                 |
| Argento | Gran Bretagna | Harold Abrahams Walter Rangeley Lance Royle Wilfred Nichol  |                 | 41"2            |
| Argento | Paesi Bassi   | Jaap Boot Harry Broos Jan de Vries Rinus van den Berge      |                 | 41"8            |
| 4       | Ungheria      | Ferenc Gerő Lajos Kurunczy László Muskát Gusztáv Rózsahegyi |                 | 42"0            |
| 5       | Francia       | Maurice Degrelle Albert Heisé André Mourlon René Mourlon    |                 | 42"2            |
| -       | Svizzera      | Karl Borner Heinz Hemmi Josef Imbach Victor Moriaud         | Squalificata    | Squalificata    |